# Chespal Viejo
Chespal Viejo är en ort i Mexiko.   Den ligger i kommunen Tapachula och delstaten Chiapas, i den sydöstra delen av landet, 900 km sydost om huvudstaden Mexico City. Chespal Viejo ligger 1 132 meter över havet och antalet invånare är 234.
Terrängen runt Chespal Viejo är huvudsakligen bergig, men åt sydväst är den kuperad. Runt Chespal Viejo är det ganska tätbefolkat, med 179 invånare per kvadratkilometer. Närmaste större samhälle är Cacahoatán, 17,3 km söder om Chespal Viejo. I omgivningarna runt Chespal Viejo växer i huvudsak städsegrön lövskog.